# 重力紅移

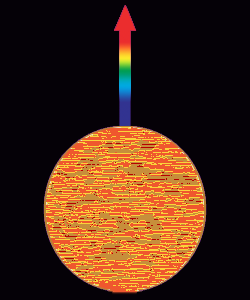
質量龐大的星球上所發出的光遠離星球時，會發生紅位移——從藍色偏到紅色。

重力紅移（Gravitational redshift）或稱引力紅移指的是光波或者其他波動從引力場源（如巨大星體或黑洞）遠離時，整體頻譜會往紅色端方向偏移，亦即發生「頻率變低，波長增長」的現象。原因是因為光子的能量從一開始的能量 在經過一段距離後,一部分轉化為重力勢能 而光子的能量正比於頻率。

## 定義
重力紅移的程度常標記為變數z：
{\displaystyle z={\frac {\lambda _{o}-\lambda _{e}}{\lambda _{e}}}}
其中{\displaystyle \lambda _{o}\,}是極遠處觀測者所測量到的光子波長；{\displaystyle \lambda _{e}\,}是重力源如星球，其上的光源發出時所測量到的光子波長。
重力紅移的現象可以從廣義相對論預測：
{\displaystyle z_{approx}={\frac {GM}{c^{2}r}}}
其中
- {\displaystyle z_{approx}\,}是被自由空間中，極遠處觀察者所測到因重力而產生的譜線位移量。
- G是牛頓重力常數
- {\displaystyle M\,}是光所逃離的星體質量。
- {\displaystyle c\,}是真空中光速。
- {\displaystyle r\,}是從星體中心算起的徑向距離。

## 幾項要點
- 光線的接收端（遠方的觀察者）必須處在較高的重力勢才能觀察到紅移。一般討論下，觀察者處在無限遠處，重力勢定為0，是高於星球表面的重力勢的。

- 許多大學的實驗結果支持重力紅移的存在。

- 重力紅移不僅僅是廣義相對論獨有的預測。其他重力理論也支持重力紅移，雖然解釋上會有所不同。

- 重力紅移並未要求一定是愛因斯坦場方程的史瓦西解——在這解中，變數{\displaystyle M\,}不能代表旋轉或帶電星體的質量。

## 最早的證實
1959年龐德-雷布卡實驗展示了譜線重力紅移的存在。此由哈佛大學萊曼物理實驗室的科學家所記載。這個實驗團隊在1965年發表了更加精確的引力紅移的測量。

## 應用
由於如地球等行星質量並不算大，以致於重力紅移現象不顯著，故近地通訊並沒有針對重力紅移的修正需求。
重力紅移的主要應用是在天文學研究上，透過一些特定原子光譜的紅移，可以估計星球質量。

## 精確解
重力紅移的精確解（exact solution）條列如下表:
|        | 不旋轉                                              | 旋轉                               |
| 不帶電 | 史瓦西度規                                          | 克爾度規 (Kerr metric)             |
| 帶電   | 萊斯納-諾德斯特洛姆度規 (Reissner-Nordström metric) | 克爾-紐曼度規 (Kerr-Newman metric) |

較常用到的重力紅移精確解是針對非轉動、不帶電、球對稱的質量體（即對應於史瓦西度規）。
方程式的形式是：
{\displaystyle z={\frac {1}{\sqrt {1-\left({\frac {2GM}{c^{2}r}}\right)}}}-1}，
其中
- {\displaystyle G\,}是重力常數，

- {\displaystyle M\,}是產生重力場之物體的質量，

- {\displaystyle r\,}是觀測者的徑向坐標（類比於牛頓力學中從物體中心算起的距離，但事實上是史瓦西坐標），

- {\displaystyle c\,}是真空中光速。

## 重力紅移 與 重力時間展長
若利用狹義相對論的相對論性多普勒關係，來計算能量與頻率的變動（假設沒有令情況更複雜的路徑相依效應，比如旋轉黑洞的參考系拖曳效應），則重力紅移和藍移頻率比值會互為倒數，提示了所見的頻率改變對應於不同處時鐘速率不同。
參考系拖曳效應造成的路經相依效應，若被考慮進來，則可能使這種分析方法失效，並且使得要建立起廣域皆認同的各處時鐘速率差異變得困難，雖然並非不能達到。
重力紅移所指的是觀察到的，而引力時間膨脹，則是用以指背後發生機制的推論（處於重力場中的發光源，由於它的時系比較慢，故它發出來的光頻，本來就會比較低）。

## 外部連結
- 阿爾伯特·愛因斯坦「相對論：狹義與廣義理論。」古騰堡計畫  （页面存档备份，存于）。